# Delta Sextantis
Delta Sextantis (29 Sextantis) é uma estrela na direção da constelação de Sextans. Possui uma ascensão reta de 10h 29m 28.73s e uma declinação de −02° 44′ 20.6″. Sua magnitude aparente é igual a 5.19. Considerando sua distância de 300 anos-luz em relação à Terra, sua magnitude absoluta é igual a 0.37. Pertence à classe espectral B9.5V.